# 汝寧公主
汝寧公主，明朝公主，明太祖朱元璋第五女，生母宁妃郭氏。
洪武十五年四月二十九日（1382年6月11日），下嫁吉安侯陸仲亨子陸賢。